# 顺宁州
顺宁州，明朝时设置的州。
洪武十五年（1382年）降顺宁府置，治所在今云南省凤庆县。辖境相当今云南省凤庆、昌宁等县。十七年复升为府。 